# Chaunostoma mecistandrum
Chaunostoma mecistandrum és una espècie de planta de la família de les lamiàcies, l'única del gènere Chaunostoma. Es troba a Guatemala i Mèxic.